# يحيى إبراهيم
يحيى إبراهيم (1967-) ممثل كوميدي يمني.

## حياته
حاصل على دبلوم فنون مسرحية وبكلوريوس فنون مسرحية، وهو عضو الفرقة القومية للتمثيل
ابتدأ التمثيل بالأدوار الكوميدية في ثلاثية من الذاكرة، ثم مسلسل (من نجوم الحرية) ثم مسلسل شاهد عيان في ثمانينات القرن المنصرم. تنوعت أدواره بين الكوميدي والتراجيدي. إلا أن أعماله الكوميدية تعتبر هي سبب نجوميته لا سيما مسلسلي قد كان ما كان وشاهد عيان الذي قام ببطولتهما. والمسلسل الكوميدي رماد الشوك من تأليف الفنان يحيى السنحاني وإخراج عبد الرحمن دلاق.

## أعماله

### المسلسلات
- 2020: سد الغريب.

- 2008: حاير طاير (الجزء الخامس)
- 2008: كيني ميني (الجزء الرابع)
- 2007: شاهد عيان (الجزء الثالث)
- 2006: كيني ميني (الجزء الثاني)
- 2005: شاهد عيان (الجزء الثاني)
- 2005: حاير طاير (الجزء الرابع)
- 2005: الحب والثأر
- 2004: شاهد عيان (الجزء الأول)
- 2001: رماد الشوك
- 2000: قد ما كان ما كان
- 1994: حكاية سعدية
- 1991-1993: حكايات دحباش
- 1989: المهر

- من نجوم الحرية

- حكاية صابر
- 2024: خروج نهائي

### الافلام
- 2005: يوم جديد في صنعاء القديمة